# Espartaco Santoni
Espartaco Garibaldi Borga Santoni (Carúpano, Venezuela, 14 de junio de 1937-Marbella, 3 de septiembre de 1998) fue un actor, productor de cine y empresario hostelero venezolano, afincado en España.

## Biografía
Espartaco Garibaldi Borga Santoni nació el 14 de junio de 1937 en Carúpano, Venezuela, hijo de Ernesto Borga Calabrese, natural de Nápoles, de Francia Santoni, natural también de Carúpano, pero también con ascendencia corsa. Santoni dejó su natal Carúpano siendo muy joven, y fue a recorrer el mundo. Estuvo en Caracas, Bogotá, Nápoles, y finalmente, se radicó en España a mediados de los años 50.
Filmó más de quince películas y compartió honores con Stephen Boyd, Analía Gadé y Lucía Bosé. También probó ser productor, distribuidor cinematográfico y empresario hostelero. Aunque el fracaso siguió a cada una de estas iniciativas, se las ingenió para salir del atolladero.
Santoni fue un habitual de las revistas de farándula en España, sobre todo a raíz de sus numerosos amoríos, que no dudó en airear en un polémico libro de memorias. A lo largo de su vida convivió con siete mujeres; y entre sus restantes amores se cuentan otras actrices y famosas como Analía Gadé, Bárbara Rey, la princesa Carolina de Mónaco, Ursula Andress, Massiel y Marisa Mell. Según su hija, Paola Santoni Villar, sus tres grandes amores fueron sus esposas Tere Velázquez, Marujita Díaz y Carmen Cervera, la hoy baronesa viuda Thyssen-Bornemisza.

### Boda con María de los Ángeles Seijo
En su país, con tan sólo 17 años, se casó con María de los Ángeles Seijo, y de ese matrimonio nacieron dos hijos. El matrimonio duró muy poco.

### Boda conMarujita Díaz
Fue en 1957 cuando conoció en Caracas a Marujita Díaz, con la que se casó; colaboraron en proyectos cinematográficos hasta 1963. Su presencia en la escena española se la debe a esta popular actriz, con la que creó la empresa M.D. Producciones y a la que dio el papel protagonista en las películas  La corista (1960) de José María Elorrieta, Pelusa (1960), de Javier Setó, Abuelita Charlestón (1961), igualmente de Javier Setó y Canción de arrabal (1961), de Enrique Carreras.

### Boda conTere Velázquez
Tras romper su relación con Marujita Díaz, Santoni conoció a la actriz mexicana Teresa Velázquez en el set de la película El Valle de las Espadas. Se casó con ella y tuvo otros dos hijos: Espartaco y Paola. Ambos formaron también pareja artística, pero el matrimonio también se rompió, por infidelidades mutuas.

### Boda conCarmen Cervera
Santoni inició una relación con Carmen Cervera. Contrajeron matrimonio en Nueva York en febrero de 1975. En 1976 Santoni fue detenido por presunta estafa y falsedad de documentos y pasó 35 días en la cárcel de Carabanchel. Estos hechos afectaron económicamente a Carmen Cervera, quien relató que perdió hasta los muebles de su casa. Su relación se rompió, y Tita Cervera manifestó que su unión era nula por bigamia.
En la actualidad este tema debe de hallarse subjudice porque los hijos de Santoni afirman haber llevado a los tribunales la pruebas claras y precisas de la no existencia de bigamia por parte de su padre Espartaco.[cita requerida] También dicen haber aportado las pruebas de que en ningún momento se declaró nulo el matrimonio de Cervera y Santoni, y por tanto hubo de ser Carmen Cervera quien se casó (con el barón Thyssen) sin estar divorciada de Santoni.[cita requerida]

### Boda con Natividad de las  Casas
Dos años después de su ruptura con Cervera, Santoni regresó a Venezuela donde se casó con Naty de las  Casas una distinguida dama de la sociedad caraqueña.

### Años 90: polémico libro
Tras un largo silencio, volvió a España a principios de los años noventa, dedicándose al negocio de la hostelería en la ciudad de Marbella y a explotar sus recuerdos sentimentales en programas televisivos. Publicó un libro, No niego nada, donde reveló detalles íntimos de sus antiguas parejas, lo que provocó airadas críticas que le acusaban de grosero e indiscreto. Muchas de las mujeres aludidas se mostraron muy molestas, si bien alguna llegó a perdonarle en sus últimos momentos.

### Fallecimiento
Murió en la casa de los padres de su última esposa, ubicada en Marbella, a la edad de 61 años debido a un cáncer de páncreas, seis meses después que Tere Velázquez. Fue enterrado en el cementerio de esa ciudad.

## Filmografía
- La corista (1960)
- Pelusa (1960)
- Canción de arrabal o  La cumparsita (1961)
- Abuelita Charlestón (1962)
- Han robado una estrella (1963)
- El valle de las espadas (The Castillian) (1963)
- El escándalo (1964)
- Abajo espera la muerte (1966)
- El misterioso señor Van Eyck (1966)
- El hombre de Caracas (1967)
- Cuernos debajo de la cama (1969)
- Goldface (1969)
- Un dólar para Sartana (1971)
- Su le mani, cadavere! Sei in arresto (1971)
- Las amantes del diablo (1971)
- Mil millones para una rubia (1972)
- Ceremonia sangrienta (1973)
- Pena de muerte (1973)
- Las melancólicas (1974)
- El diablo se lleva a los muertos (1974)
- Torrente, el brazo tonto de la ley (1998)

## Obras publicadas
- No niego nada. Memorias de Espartaco Santoni. El Arte de la Seducción. Memorias de un moderno Casanova. Año 1990.[7] ISBN 9788440614001